# Aleiodes mongolicus
Aleiodes mongolicus är en stekelart som först beskrevs av Telenga 1941.  Aleiodes mongolicus ingår i släktet Aleiodes och familjen bracksteklar. Inga underarter finns listade i Catalogue of Life.